# Беґанув (Мазовецьке воєводство)
Беґанув (пол. Bieganów) — село в Польщі, у гміні Якторув Ґродзиського повіту Мазовецького воєводства.
Населення — 594 особи (2011).
У 1975-1998 роках село належало до Скерневицького воєводства.

## Демографія
Демографічна структура станом на 31 березня 2011 року:
|          | Загалом | Допрацездатний вік | Працездатний вік | Постпрацездатний вік |
| -------- | ------- | ------------------ | ---------------- | -------------------- |
| Чоловіки | 312     | 84                 | 210              | 18                   |
| Жінки    | 282     | 66                 | 162              | 54                   |
| Разом    | 594     | 150                | 372              | 72                   |